# Beania pectinata
Beania pectinata är en mossdjursart som beskrevs av Hayward och Ryland 1995. Beania pectinata ingår i släktet Beania och familjen Beaniidae. Inga underarter finns listade i Catalogue of Life.